# Papahānaumoku
 (décembre 2021).
Si vous disposez d'ouvrages ou d'articles de référence ou si vous connaissez des sites web de qualité traitant du thème abordé ici, merci de compléter l'article en donnant les références utiles à sa vérifiabilité et en les liant à la section « Notes et références ».
Papahanaumoku (littéralement « vaste endroit qui donne naissance aux îles ») ou Papa est, dans la mythologie hawaïenne, la déesse créatrice et la déesse mère. Avec son mari Wākea, le père céleste, ils représentent les ancêtres de tous les Hawaïens.
En 2007, le Northwestern Hawaiian Islands Marine National Monument a été renommé Papahānaumokuākea Marine National Monument, une variante de son nom.